# Bulgarische Beachhandball-Nationalmannschaft der Männer
Die bulgarische Beachhandball-Nationalmannschaft der Männer repräsentiert den bulgarischen Handballverband (Българска федерация по хандбал) als Auswahlmannschaft auf internationaler Ebene bei Länderspielen im Beachhandball gegen Mannschaften anderer nationaler Verbände.
Das weibliche Pendant ist die Bulgarische Beachhandball-Nationalmannschaft der Frauen, als Unterbau fungiert die Bulgarische Beachhandball-Nationalmannschaft der Junioren.

## Geschichte
Der Bulgarische Handballverband bildete bislang nur zu zwei Europameisterschaften, 2006 und 2021, eine Nationalmannschaft. Bei der ersten Teilnahmen schaffte sich die Mannschaft noch als Drittletzte zu platzieren. Danach zog sich der Verband wie auch andere Verbände zunächst für 15 Jahre aus der Beachhandball-Förderung zurück. Diese wurde wieder aufgenommen, nachdem die Europameisterschaften 2021 nach Warna in Bulgarien vergeben. Dort wurde die neu formierte Mannschaft Letzte. Durch die Nichtteilnahme am EHF Championship 2022 qualifizierte sich Bulgarien auch nicht für die Europameisterschaften 2023.

## Teilnahmen
| World Games - 2001: nicht eingeladen - 2005: nicht eingeladen - 2009: nicht qualifiziert - 2013: nicht qualifiziert - 2017: nicht qualifiziert - 2022: nicht qualifiziert World Beach Games - 2019: nicht qualifiziert - 2023: nicht qualifiziert | Weltmeisterschaften - 2001: abgesagt - 2004: keine Teilnahme - 2006: nicht qualifiziert - 2008: keine Teilnahme - 2010: keine Teilnahme - 2012: keine Teilnahme - 2014: keine Teilnahme - 2016: keine Teilnahme - 2018: keine Teilnahme - 2020: keine Teilnahme - 2022: nicht qualifiziert | Europameisterschaften - 2000: keine Teilnahme - 2002: keine Teilnahme - 2004: keine Teilnahme - 2006: 14. - 2007: keine Teilnahme - 2009: keine Teilnahme - 2011: keine Teilnahme - 2013: keine Teilnahme - 2015: keine Teilnahme - 2017: keine Teilnahme - 2019: keine Teilnahme - 2021: 18. - 2023: keine Teilnahme | Europaspiele - 2023: nicht qualifiziert EHF Championship - 2022: keine Teilnahme Global Tour - 2022: nicht eingeladen |

- EM 2006: Swetoslav Bojkow (6), Tschawdar Tschernew (5), Iwan Iwanow (12), Borislaw Kabakow (9), Pentscho Ratschew (11), Wesselin  Stankow (18), Christo Jordanow (7)[1]
- EM 2021: Branimir Baltschew (5), Wesselin tschakmakow (13), Michael Iwanow (7), Walentin Kawakow (14), Todor Kirew (2), Iwajlo Kostow (6), Dimitar Petkow (1), Petko Petkow (10), Jordan Popow (3), Preslaw Stantschew (8), Wladislaw Jorgow (4)[2]

## Trainerteam
| Cheftrainer - 2006: - 2021: Stankow Wesselin | Co-Trainer - 2006: - 2021: Iwan Iwanow |

## Einzelbelege
1. ↑  European Handball Federation - 2006 Men's ECh Beach Handball / Final Round. Abgerufen am 9. August 2021 (englisch).
2. ↑  European Handball Federation - 2021 Men's ECh Beach Handball / Final Tournament. Abgerufen am 9. August 2021 (englisch).
3. ↑  Daten zum Teil ungefähre/geschätzte Werte